# Krasnenke, Illinți
Krasnenke (în ucraineană Красненьке) este localitatea de reședință a comunei Krasnenke din raionul Illinți, regiunea Vinnița, Ucraina.

## Demografie
Componența lingvistică a localității Krasnenke
     Ucraineană (98,08%)
     Rusă (1,63%)
     Alte limbi (0,15%)
Conform recensământului din 2001, majoritatea populației localității Krasnenke era vorbitoare de ucraineană (98,08%), existând în minoritate și vorbitori de rusă (1,63%).